# Brunhilda
Brunhilda is een geslacht van zangvogels uit de familie prachtvinken (Estrildidae). De enige twee soorten:
- Brunhilda charmosyna  – feeënastrild
- Brunhilda erythronotos  – elfenastrild